# Бесница (Љубљана)
Бесница (словен. Besnica) је насељено место у градској општини Љубљана, Средњесловенска регија, Словенија.

## Историја
До територијалне реорганизације у Словенији била је у саставу града Љубљане, односно старе општине Мосте-Поље.

## Територијална организација и припадност насеља
| Weßnitz / Бесница | Weßnitz / Бесница                           | Weßnitz / Бесница                                                      | Weßnitz / Бесница |
| Пописна година    | Држава/Крунска земља                        | Политички округ (округ, округ) / Судски округ (округ, округ) / општина | Насеља и делови насеља (број становника)                                                                                  |
| ----------------- | ------------------------------------------- | ---------------------------------------------------------------------- | --- |
| 1869              | Аустроугарска, Аустријско царство / Крањска | Љубљана / Љубљана / Добруње                                            | Weßnitz / Беснице (139)                                                                                                   |
| 1880              | Аустроугарска, Аустријско царство / Крањска | Љубљана / Љубљана / Добруње                                            | Weßnitz / Беснице (148)                                                                                                   |
| 1890              | Аустроугарска, Аустријско царство / Крањска | Љубљана / Љубљана / Добруње                                            | Weßnitz / Бесница (172): На Јанчем Хрибу (26), При Печарји (13), Weßnitz / Бесница (133)                                  |
| 1900              | Аустроугарска, Аустријско царство / Крањска | Љубљана / Љубљана / Добруње                                            | Weßnitz / Бесница (150): На Јанчем Хрибу (25), При Печарји (15), Weßnitz / Бесница (110)                                  |
| 1910              | Аустроугарска, Аустријско царство / Крањска | Љубљана / Љубљана / Добруње                                            | Weßnitz / Бесница (137): На Јанчем Хрибу (17), При Печарји (10), Weßnitz / Бесница (110)                                  |
| Бесница           |                                             |                                                                        | |
| Пописна година    | Држава/Округ, Бановина                      | Жупанија (округ, округ) / општина                                      | Насеља и делови насеља (број становника)                                                                                  |
| 1921              | Краљевина СХС                               |                                                                        | |
| 1931              | Краљевина Југославија / Бановина Драва      |                                                                        | |
| Бесница           |                                             |                                                                        | |
| Пописна година    | Држава / Република                          | Жупанија (округ, округ) / општина                                      | Насеља и делови насеља (број становника)                                                                                  |
| 1948              | ФНРЈ / НР Словенија                         | Љубљана–околица / МНО Добруње–Шостро                                   | Бесница (109) |
| 1953              | ФНРЈ / НР Словенија                         | Љубљана, град / Поље; Љубљана, округ (одсек) / Прежгање                | Бесница-дел (општина Поље) (121): Бесница-дел (113), При Печарју (8); Бесница-дел (општина Прежгање) (0): Бесница-дел (0) |
| 1961              | ФНРЈ / НР Словенија                         | Љубљана / Мосте–Поље                                                   | Бесница (116) |
| 1971              | СФРЈ / СР Словенија                         | Град Љубљана / Мосте–Поље                                              | Бесница (100) |
| 1981              | СФРЈ / СР Словенија                         | Град Љубљана / Мосте–Поље                                              | Бесница (108) |
| 1991              | СФРЈ / СР Словенија                         | Град Љубљана / Мосте–Поље                                              | Бесница (122) |
| Бесница           |                                             |                                                                        | |
| Пописна година    | Држава                                      | Општина                                                                | Насеља и делови насеља (број становника)                                                                                  |
| 2002              | Словенија                                   | Градска општина Љубљана / округ Шостро                                 | Бесница (219) |
| 2011              | Словенија                                   | Градска општина Љубљана / округ Шостро                                 | Бесница (229) |
| 2021              | Словенија                                   | Градска општина Љубљана / округ Шостро                                 | Бесница (229) |

Напомена: МНО је скраћеница за Месни народни одбор.

## Становништво
У попису становништва из 2021. године, Бесница је имала 229 становника.
| Број становника према пописима | Број становника према пописима | Број становника према пописима | Број становника према пописима | Број становника према пописима | Број становника према пописима | Број становника према пописима | Број становника према пописима | Број становника према пописима | Број становника према пописима | Број становника према пописима | Број становника према пописима | Број становника према пописима | Број становника према пописима | Број становника према пописима | Број становника према пописима |
| ------------------------------ | ------------------------------ | ------------------------------ | ------------------------------ | ------------------------------ | ------------------------------ | ------------------------------ | ------------------------------ | ------------------------------ | ------------------------------ | ------------------------------ | ------------------------------ | ------------------------------ | ------------------------------ | ------------------------------ | ------------------------------ |
| 1869                           | 1880                           | 1890                           | 1900                           | 1910                           | 1921                           | 1931                           | 1948                           | 1953                           | 1961                           | 1971                           | 1981                           | 1991                           | 2002                           | 2011                           | 2021                           |
| 139                            | 148                            | 172                            | 150                            | 137                            |                                |                                | 109                            | 121                            | 116                            | 100                            | 108                            | 122                            | 219                            | 229                            | 229                            |

Напомена: Године 1869. и 1880. исказивано под именом Беснице. У попису становништва из 1953. административно подељена на два насеља Бесница (Поље) и Бесница (Прежгање), која су након формирања општине Мосте-Поље укинута и поново спојена у једно насеље Бесница, за које садржи податке 1953. године. Године 2004. повећана за делове насеља Љубљана и Заградишче.

### Етнички, језички и верски састав

#### Аустроугарска

##### Језички и верски састав
| Година пописа | укупно | Словеначки |
| ------------- | ------ | ---------- |
| 1869          | 139    | н/п        |
| 1880          | 148    | 148 (100%) |
| 1890          | 172    | 172 (100%) |
| 1900          | 150    | 150 (100%) |
| 1910          | 137    | 137 (100%) |

| Година пописа | укупно | Римокатолици |
| ------------- | ------ | ------------ |
| 1869          | 139    | н/п          |
| 1880          | 148    | 148 (100%)   |
| 1890          | 172    | 172 (100%)   |
| 1900          | 150    | 150 (100%)   |
| 1910          | 137    | 137 (100%)   |

Напомена: Ознака н/п значи да нема података или да информација није наведена.

#### ФНР/СФР Југославија

##### Национални састав
| Бесница                         | Бесница                         | Бесница                                                           |
| ------------------------------- | ------------------------------- | ----------------------------------------------------------------- |
| 1961                            | 1971                            | 1981                                                              |
| укупно: 116 Словенци 116 (100%) | укупно: 100 Словенци 100 (100%) | укупно: 108 Словенци 104 (96,29%) Срби 3 (2,77%) Хрвати 1 (0,92%) |